# Piedra que Menea
Piedra que Menea är en ort i Mexiko.   Den ligger i kommunen Santa Cruz Zenzontepec och delstaten Oaxaca, i den sydöstra delen av landet, 400 km sydost om huvudstaden Mexico City. Piedra que Menea ligger 841 meter över havet och antalet invånare är 480.
Terrängen runt Piedra que Menea är kuperad västerut, men österut är den bergig. Runt Piedra que Menea är det ganska tätbefolkat, med 65 invånare per kvadratkilometer. Närmaste större samhälle är El Limoncillo, 14,2 km norr om Piedra que Menea. I omgivningarna runt Piedra que Menea växer i huvudsak städsegrön lövskog.